# The Collection 1982-1988
Albums de Céline Dion
C'est pour vivre
(1997) Let's Talk About Love
(1997)
The Collection 1982-1988 est la dixième compilation de Céline Dion, sortie le 31 mars 1997 en Europe sous forme de double album.

## Informations
Le premier CD contient les titres de l'album Gold Vol. 1 tandis que le deuxième proposent ceux de C'est pour vivre. L'album se nomme de plusieurs façons, avec différentes couvertures et sous différents labels. Les autres dénominations de l'album sont : Amour, The Best of the Early Years: The French Collection, C'est pour toi, The French Collection, Premiers succes, Sus Canciones Más Bellas et The Solid Gold Collection.
Cette compilation a été éditée sans aucune promotion.

## Liste des titres
| CD 1  | CD 1                            | CD 1                                          | CD 1  | CD 1 | CD 1 | CD 1 | CD 1 | CD 1 | CD 1 |
| No    | Titre                           | Auteur                                        | Durée |      |      |      |      |      |      |
| ----- | ------------------------------- | --------------------------------------------- | ----- | ---- | ---- | ---- | ---- | ---- | ---- |
| 1.    | Ne partez pas sans moi          | Nella Martinetti, Atilla Şereftuğ             | 3:07  |      |      |      |      |      |      |
| 2.    | D'amour ou d'amitié             | Eddy Marnay, Jean-Pierre Lang, Roland Vincent | 4:05  |      |      |      |      |      |      |
| 3.    | Visa pour les beaux jours       | Thierry Geoffroy, Christian Loigerot, Marnay  | 3:28  |      |      |      |      |      |      |
| 4.    | Les Oiseaux du bonheur          | Marnay, André Popp                            | 3:28  |      |      |      |      |      |      |
| 5.    | Tellement j'ai d'amour pour toi | Hubert Giraud, Marnay                         | 3:01  |      |      |      |      |      |      |
| 6.    | La Religieuse                   | Didier Barbelivien                            | 3:32  |      |      |      |      |      |      |
| 7.    | C'est pour toi                  | Marnay, François Orenn                        | 4:07  |      |      |      |      |      |      |
| 8.    | Avec toi                        | Marnay, Loigerot, Geoffroy                    | 3:18  |      |      |      |      |      |      |
| 9.    | Mon rêve de toujours            | Marnay, Jean-Pierre Goussaud                  | 4:23  |      |      |      |      |      |      |
| 10.   | Du soleil au cœur               | Marnay, Jean-Claude Massoulier, Popp          | 2:46  |      |      |      |      |      |      |
| 11.   | À quatre pas d'ici              | Andrew Hill, Marnay, Peter Sinfield           | 4:00  |      |      |      |      |      |      |
| 12.   | Un amour pour moi               | Marnay, Geoffroy, Loigerot                    | 3:23  |      |      |      |      |      |      |
| 13.   | Billy                           | Marnay, Patrick Lemaitre                      | 3:09  |      |      |      |      |      |      |
| 14.   | Comment t'aimer                 | Marnay, Musumarra                             | 4:00  |      |      |      |      |      |      |
| 46:40 |                                 |                                               |       |      |      |      |      |      |      |

| CD 2  | CD 2                      | CD 2                                                         | CD 2  | CD 2 | CD 2 | CD 2 | CD 2 | CD 2 | CD 2 |
| No    | Titre                     | Auteur                                                       | Durée |      |      |      |      |      |      |
| ----- | ------------------------- | ------------------------------------------------------------ | ----- | ---- | ---- | ---- | ---- | ---- | ---- |
| 1.    | Mon ami m'a quittée       | Eddy Marnay, Christian Loigerot, Thierry Geoffroy            | 3:05  |      |      |      |      |      |      |
| 2.    | La do do la do            | Marnay, Christian Gaubert                                    | 3:06  |      |      |      |      |      |      |
| 3.    | Hymne à l'amitié          | Marnay, Dario Baldan Bembo, Nini Giacomelli, Sergio Bardotti | 4:01  |      |      |      |      |      |      |
| 4.    | Je ne veux pas            | Marnay, Romano Musumarra                                     | 4:06  |      |      |      |      |      |      |
| 5.    | C'est pour vivre          | Marnay, André Popp                                           | 4:04  |      |      |      |      |      |      |
| 6.    | En amour                  | Marnay, Loigerot, Geoffroy                                   | 3:20  |      |      |      |      |      |      |
| 7.    | Ne me plaignez pas        | Marnay, Steve Thompson                                       | 3:05  |      |      |      |      |      |      |
| 8.    | Les Chemins de ma maison  | Marnay, Patrick Lemaitre, Alain Bernard                      | 4:16  |      |      |      |      |      |      |
| 9.    | Hello Mister Sam          | Marnay, Loigerot, Geoffroy                                   | 4:17  |      |      |      |      |      |      |
| 10.   | Trois heures vingt        | Marnay, Lemaitre                                             | 3:41  |      |      |      |      |      |      |
| 11.   | Trop jeune à dix-sept ans | Marnay, Paul Greedus, Barry Blue                             | 4:54  |      |      |      |      |      |      |
| 12.   | Paul et Virginie          | Marnay, Loigerot, Geoffroy                                   | 4:54  |      |      |      |      |      |      |
| 13.   | La Voix du Bon Dieu       | Marnay                                                       | 3:16  |      |      |      |      |      |      |
| 14.   | Benjamin                  | Marnay, Pierre Papadiamandis                                 | 54:09 |      |      |      |      |      |      |
| 54:09 |                           |                                                              |       |      |      |      |      |      |      |

## Ventes
L'album atteint la 11e place au Danemark, se classe no 20 en Belgique, no 27 en Suède et no 37 aux Pays-Bas. L'album se vend à plus de 200 000 exemplaires à travers le monde.
| Pays              | Meilleure position | Nombre de semaines | Vente |
| ----------------- | ------------------ | ------------------ | ----- |
| Danemark          | 11                 | 3                  | n/a   |
| Belgique Wallonie | 20                 | 12                 | n/a   |
| Suède             | 27                 | 3                  | n/a   |
| Pays-Bas          | 37                 | 6                  | n/a   |
| États-Unis        | -                  | -                  | 9 900 |